# Trebišnjica

Die Trebišnjica bei Gornji Orahovac, Bosnien und Herzegowina

Die Trebišnjica (serbokroatisch-kyrillisch Требишњица) ist mit 93,8 km der längste Karstfluss Europas (Ponornica) und dabei auch zweitlängster Fluss der Herzegowina. Sie hat ein Einzugsgebiet von etwa 2300 km² und erreicht eine durchschnittliche Wasserführung von 114 m³/s. Der gesamte Lauf wie das Einzugsgebiet der Trebišnjica verläuft im Hochkarst der Dinariden in Bosnien und Herzegowina. Durch ausgedehnte Karsthohlräumen ist ein natürliches karsthydrologischen System vorhanden, in dem große Mengen Wasser vorhanden sind. Die Trebišnjica entwässert auf diesem Wege unterirdisch zur Neretva sowie über einige starke Karstquellen, wie die Ombla, direkt ins Mittelmeer.

## Wasserwirtschaftliche Bedeutung
Aufgrund einer hydroenergetisch vorteiligen Lage wird im Einzugsgebiet der Trebišnjica durch Einrichtung von Akkumulation in natürlichen Poljen, die mit unterirdischen Stollen von mehreren hundert Meter Fallhöhe miteinander verbunden wurden, ein hydroenergetisches Großprojekt ausgeführt. Die seit 1965 in Angriff genommenen Arbeiten werden mit der Vollendung des Systems Gornji horizonti sowie der Fertigstellung der Wasserkraftwerke Dubrovnik 2 und Dabar eine der größten hydroenergetischen Systeme Südosteuropas bilden. Der Fluss wird schon heute an mehreren Stellen zur Trinkwasser- und Energiegewinnung aufgestaut und ist in seinem Quellgebiet sowie in der anschließenden Schlucht durch zwei Dämme hydroenergetisch genutzt (Bilećko jezero, Grančarevo). Dubrovnik bezieht über den Stollen vom Stausee Grančarevo sein Trinkwasser aus der Trebišnjica. Im Jugoslawienkrieg der 1990er Jahre wurde die Trinkwasserversorgung Dubrovniks über diese Wasserresource um mehrere Jahre unterbrochen.

## Lauf
Die Quellbäche der Trebišnjica liegen im Bilečko Polje. Sie werden durch Karst-Aquifere in der Phreatischen Zone vom Fatničko polje gespeist. Mehrere kräftige Karst-Quellen, die Schüttungen von 80 m³/s erreichen, liegen nahe Bileća. Sie sind heute nicht mehr zu sehen, da das Polje zum Bilećko jezero aufgestaut wurde. Das Ostufer des Stausees ist heute fast vollständig in Montenegro, jedoch lag die Grenze ursprünglich östlich des einstigen Flusslaufs. 
Zwischen Donje Grnčarevo und Lastva biegt die Trebišnjica nach Westen in das Trebinjsko polje und wird dort bei Gorica erneut in einer kleinen Talsperre gestaut. Sie fließt dann entlang der südlichen Abhänge des Gebirgszuges Bjelašnica durch Trebinje sowie Dražin Do, Tvrdoš, Gornja Kočela und Donja Kočela, bevor sie eines der bekanntesten Karstpoljen (Polje) des Balkans, das Popovo polje (Priesterfeld) durchfließt.

### Das Popovo polje
Das Popovo polje ist auch innerhalb der Karstpoljen eine besondere Landform, die sich insbesondere aus seiner Wirkung als bedeutendster hydrologischer Knoten im karsthydrologischen System der östlichen Herzegowina erklärt. In seinem oberen Teil wird es von 1–2 m mächtigen Alluvialsedimenten bedeckt, die auf 15–20 m im unteren (westlichen) Teil anwachsen. Im Polje selbst wurden bis heute 500 Ponore, Estavellen (periodische Quellen oder Ponore je nach Ausbildung der phreatischen Zone und dem Wasserzufluss im Polje) und intermittierende Quellen identifiziert. Intermittierende Quellen dominieren den oberen, Estavellen den mittleren und Ponore den unteren Poljebereich. Der Wasserverlust der Trebišnjica im Popovo polje beträgt 63 m³/s zur Trockenzeit. Die totale Versinkkapazität liegt über 300 m³/s. Allein die Kapazität des letzten Ponors (Doljašnica) beläuft sich auf 60 m³/s. Dagegen ist jedoch der winterliche Zufluss mit 1000 m³/s substantiell bedeutender. Die Rekordmarke vom 3. Dezember 1903 betrug 1362 m³/s. Die Inundation des Polje erreicht bei solchen Hochwasserständen 40 m und die ehemalige durchschnittliche Überflutungsdauer des Polje betrug 253 Tage. Nachdem 62,2 km des Flusslaufs eine Betoneinfassung bekommen hatten und zwei Stauseen die Wasserzufuhr kontrollieren, sind heute keine Überschwemmungen mehr zu beobachten.
Im Popovo polje versickerte die Trebišnjica ursprünglich direkt hinter Trebinje, wurde aber 1979 in einem Betonbett kanalisiert und fließt vorbei an den Dörfern Staro Slano, Đedići, Dobromani, Žarkovo, Tilje, Sedlari, Grmljani und Zavala. Bei Zavala befindet sich die Vjetrenica-Höhle, die größte in Bosnien und Herzegowina. Danach fließt sie in einer weiten Biegung an den Orten Dvrsnica, Orašje, Čavaš und Turkovići vorbei und verschwindet schließlich im unteren Popovo polje, nahe der kroatischen Grenze, in mehreren kluftartigen Versickerungsstellen (die beiden wichtigsten: Doljašnica und Ponikva). Das Wasser der Trebišnjica kommt unterhalb des Popovo polje an drei verschiedenen Orten wieder zum Vorschein:

### Karsthydrologisches Einzugsgebiet
Die Trebišnjica hat ein großräumiges karstydrologisches Einzugsgebiet in der östlichen Herzegowina. Dazu zählen alle Karstwassersysteme südlich des Gatacko- und Nevesinjsko poljes.
- der Mušnica, die die Hochebene Gatačko polje (Gacko-Feld) von Osten nach Westen quert (vom Lebršnik bis Bjelašnica), dabei durch den Klinje-See und die Ortschaften Avtovac, Gacko, Srđevići, Bašići, Drugovići, Kula and Branilovići fließt, bevor sie im Cerničko polje (Cernica-Feld) in den Karst einschneidet und westlich des Berges Baba in der Nähe der Dörfer Cernica und Ključ als Ključka rijeka (Ključ-Fluss) in der Erde versickert.

- der Gračanica, die vom Čemerno nahe den Orten Bahori und Gračanica ebenfalls in das Gatačko polje fließt und sich bei Srđevići mit der Mušnica vereinigt. Beide Quellflüsse wechseln ihre Fließrichtung häufig und abrupt.

Im südlich gelegenen Fatničko polje (Fatnica-Feld) erreicht der Fluss für ein kurzes Stück wieder die Oberfläche und wird dort Fatnička rijeka (Fatnica-Fluss) genannt.
Nach etwa 30 km unterirdischem Verlauf taucht das Wasser der Fatnička rijeka in Form mehrerer kräftiger Karstquellen nahe der Stadt Bileća wieder auf. Die Quellbäche vereinigen sich wenig später zur eigentlichen Trebišnjica, dem wichtigsten Fluss in der östlichen Herzegowina, der von dort durch die Miruša-Senke nach Süden fließt. Am südlichen Ende der Miruša-Senke bei Gornje Grnčarevo wurde der Fluss zum Bilećko jezero aufgestaut, dessen Ostufer fast vollständig in Montenegro liegt.

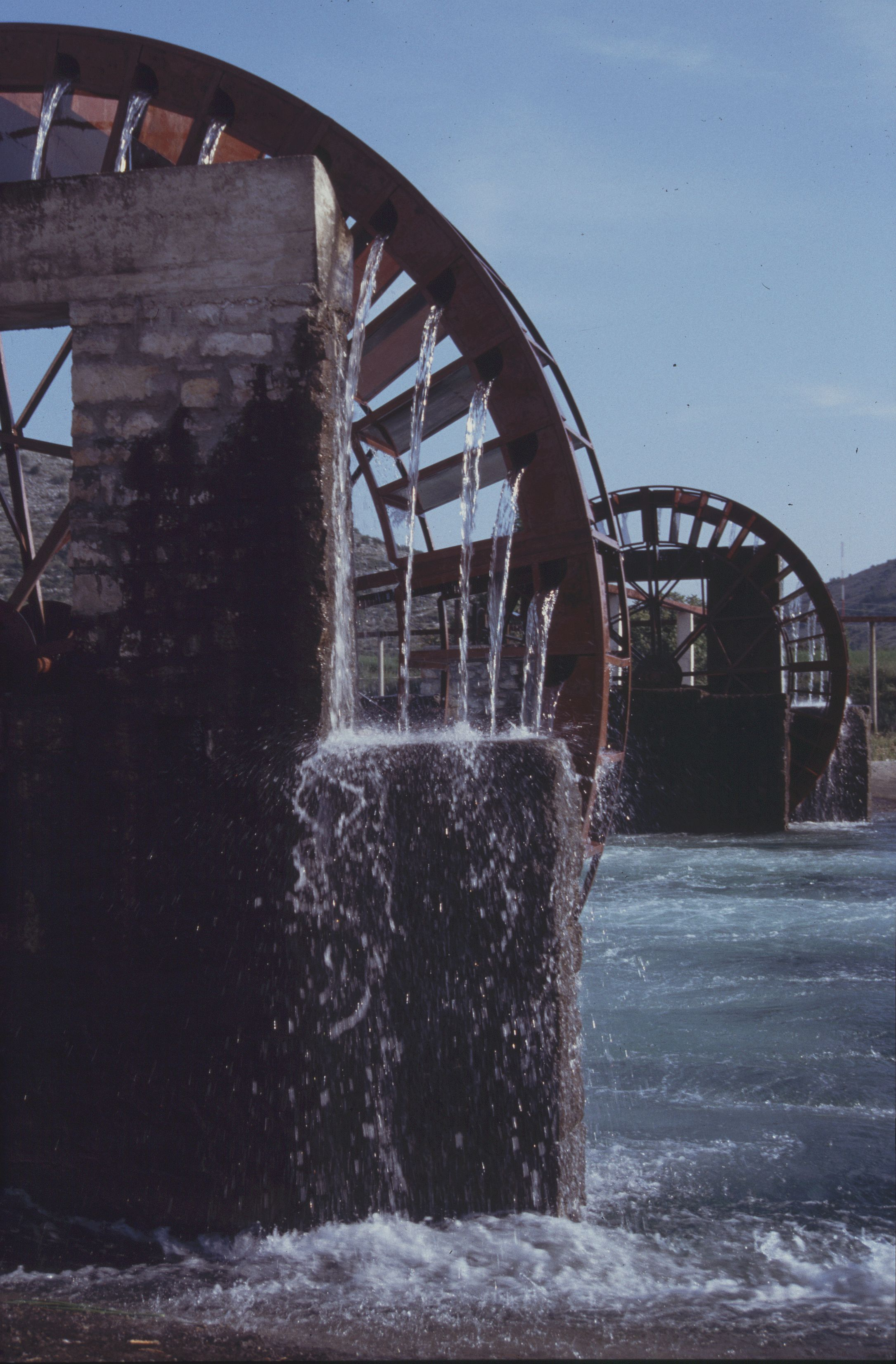
Norias bei Trebinje

### Karstquellen, Vruljen und Estavellen
- die große Quelle von Čapljina, nahe der unteren Neretva in der Herzegowina.

- eine Reihe von Unterwasserquellen (vrulje genannt, das heißt kochendes Wasser) in der Nähe des Hafens von Slano in Kroatien, nordwestlich der Stadt Dubrovnik.

- nach 20 km unterirdischem Verlauf tritt die Trebišnjica als kräftige Quelle in der großen Höhle bei Komolac, einem Ortsteil von Dubrovnik, wieder hervor und speist den Fluss Ombla (auch Umbla oder Dubrovačka rijeka; Fluss von Dubrovnik). Die Ombla ist nur auf 20 Meter vom Meer unbeeinflusst. Der manchmal fälschlicherweise dem Fluss zugerechnete Mündungstrichter als Teil der Bucht Rijeka Dubrovačka der Adria nördlich von Dubrovnik ist 4,2 km lang, recht breit und mit einem mittleren Abfluss von 24 m³/s sehr wasserreich. Die Wassertiefe im Mündungstrichter beträgt bis zu 30 m. Wird der Mündungstrichter der Ombla zugeordnet, ist sie, im Gegensatz zu allen anderen Abschnitten der Trebišnjica, auf 3,7 km Länge schiffbar. Einige Ortsteile von Dubrovnik (Mokošica, Komolac, Rožat, Prijevor, Lozica) erstrecken sich entlang des Mündungstrichters des Flusses, dessen Wasser des 20 m langen Oberlaufes schon seit 1437 in den Wasserwerken von Dubrovnik genutzt wird.

## Einzugsgebiet
Das Einzugsgebiet der Trebšnjica umfasst insgesamt 4926 km², wovon etwa 600 km² gleichzeitig zum Einzugsgebiet der Neretva gehören (Čapljina-Quelle). Der Mittellauf als längster oberirdischer Abschnitt der Trebišnjica entwässert 2225 km².

## Regulierung
Obwohl die Trebišnjica in einem geologisch instabilen Karstgebiet und vergleichsweise unregelmäßig fließt, besitzt sie ein großes hydroelektrisches Potential, das durch verschiedene Regulierungsmaßnahmen nutzbar gemacht wurde, die zu den umfangreichsten ihrer Art im damaligen Jugoslawien gehörten.
- 1965 wurde der Fluss bei Gorica aufgestaut, wodurch ein Reservestausee für das zukünftige Wasserkraftwerk Trebinje entstand. Das Wasser dieses Sees wird über zwei 16 km lange Tunnel bis in den kroatischen Ort Plat an der Adriaküste bei Cavtat geführt und treibt dort das Wasserkraftwerk Dubrovnik an.

- 1967 Bei Grnčarevo wurde der Hauptstaudamm für das Wasserkraftwerk Trebinje errichtet. Es entstand der Bilećko jezero (Bileća-See oder auch Miruša-See) mit einer Fläche von 33 km², einer maximalen Wassertiefe von 104 m, und einem Volumen von 1,3 Milliarden m³. Der Seespiegel liegt auf 400 m Höhe. Die alte Arslanagić-Brücke wurde abgetragen und in Trebinje wieder aufgebaut. Zusammen haben die beiden Wasserkraftwerke Dubrovnik und Trebinje eine Leistung von 422 MW und produzieren jährlich bis zu 2,19 Milliarden kWh Strom.

- 1979 wurde das Wasserkraftwerk Čapljina fertiggestellt, das über einen 8 km langen Tunnel und zwei Staubecken (mit einem Volumen von 12,5 Millionen m³) versorgt wird. Das Kraftwerk hat eine Leistung von 430 MW (2 × 215 MW) und kann jährlich bis zu 619 Millionen kWh produzieren.

- 1979 Um Versickerungen im Bereich des Popovo polje zu reduzieren, wurde der Fluss auf 67 km Länge kanalisiert.

- 2006 wurde ein weiterer Tunnel von 15,6 km Länge fertiggestellt, der einen Teil des Wassers aus dem Fatničko polje direkt in den Bileća-See leitet.